# Higienisme
L'higienisme és un corrent que comença a mitjans del segle xix en conseqüència del progrès de la medicina i de la comprensió de la propagació de malalties, primer al Regne Unit. El moviment reorienta el valor donat als aliments, begudes, a l'aire respirat, al descans, a la neteja.
Ja el 1842 es va suposar un lligam causal entre l'alta freqüència d'epidèmies i la insalubritat de l'habitatge als densos barris obrers en un informe del parlament britànic, que va ser la base d'una de les primeres lleis sobre la salut pública sis anys més tard. La hipòtesi es va confirmar pels descobriments mèdics, com ara els bacteris el 1865 per Louis Pasteur (1822-1895) i la descoberta de llur paper en les malalties infeccioses com la tuberculosi i la còlera per Robert Koch (1843-1910).
El higienisme ha revolucionat el conjunt de les societats occidentals i les seves implicacions són variades: medicina, arquitectura, urbanisme, esport, drets socials, etc. Es pot posar al seu actiu el clavegueram, la recollida de deixalles, profilaxi, banys públics, xarxa d'aigua potable, l'higene als hospitals, la higiene corporal… Es propapaga l'activitat física i l'excursionisme com un mitjà de mantenir la salut, tot i que queda un privilegi, com que les classes obreres no tenien gaire temps de lleure.
Pel que fa a l'urbanisme, les teories higienistes preconitzaven de minvar la densitat per tal de «fer circular l'aire». Es tractava sobretot d'obrir les ciutats intra muros sovint delimitades per antigues fortificacions. Es desenvolupa el concepte de la ciutat jardí que Josep Maria Coll i Bacardí va introduir a Terrassa, o Cebrià Montoliu a Barcelona entre molts altres. El desenvolupament del transport públic i la supressió del toc de queda –moltes ciutats tancaven les portes al vespre fins ben entrat al segle xix– van contribuir a desdensificar a poc a poc els nuclis històrics sobrepopulats, tot i que va ser sobretot la classe benestant que el va aprofitar per deixar la ciutat insalubre.

## Conseqüències
El corrent va contribuir amb unes conseqüències:
Pere Felip i Monlau (1808-1870) inicia el moviment a Catalunya. El 1887 Lluís Comenge presideix la nova Acadèmia d'Higiene i Francesc Castells i Ballespí crea la Revista d'Higiene i Política Sanitària el 1890. També va inspirar Ildefons Cerdà.
El 1904 s'organitza a París el primer Congrés internacional de sanejament i de salubritat de l'habitatge El 1906 va seguir el primer en llengua catalana: el Congrés d'Higiene de Catalunya organitzat per Felip Proubasta i Masferrer i August Pi i Sunyer.
El cobriment de certs braços de rius com ara el Sena a París o el Zenne a Brussel·les, que servien de clavegueram obert amb aigua contaminada, solució de fortuna per manca de tècniques de despol·lució de l'aigua, i que només desplaçava el problema a les ciutats més avall i finalment al mar. Des de principi del segle xxi proliferen les iniciatives per reobrir i renaturalitzar aquests rius matats i sebollits.
De vegades es profitava l'argument higiènic per justificar transformacions urbanístiques d'«embelliment estratègic» més aviat pensades per raons militars i per controlar més fàcilment la població —com ara la reforma urbana de París iniciada per Georges Eugène Haussmann– o fomentar l'especulació immobiliària en caçar fora la classe obrera cap a la periferia barata, fenomen ja criticat molt aviat, entre d'altres per Walter Benjamin (1892-1940).

## Classificació
L'higienisme és un conjunt de pràctiques que ha evolucionat molt al llarg del temps amb diferents enfocaments i corrents. Podem dividir l'higienisme en els següents grups:
— Higiene profilàctica:
1. Higiene humana.
2. Agents externs.

— Eugenèsia:
1. Profilàctica (individu).
2. Eugenèsia cultural (raça).

La higiene profilàctica també es pot anomenar higiene preventiva, com bé indica el seu nom és una pràctica que s'enfoca a prevenir malalties i en promocionar la salut. La higiene profilàctica es divideix en dos apartats, higiene humana i agents externs. La higiene humana vol mantenir el benestar del cos humà mitjançant la prevenció de malalties, la higiene personal i ambiental. Aquest concepte abasta diverses àrees com ara la higiene de la pell, digestiva, genital i mental. Els agents externs com ve indica el seu nom, se centra en mantenir el benestar dels espais. Aquesta pràctica ens proporciona una vida saludable i ens ajuda en la preservació del benestar general de la comunitat. Quan parlem d'agents externs parlem sobre la higiene de l'aire, de l'aigua, rural, colonial i urbana.
L'eugenesia estudia les races humanes i busca reduir els seus defectes per arribar a la perfecció. Aquesta la podem dividir en profilàctica / preventiva (estudia els humans d'una manera individual) i en eugenèsia cultural (estudia els humans de manera racial). La higiene profilàctica com bé he explicat més amunt és una pràctica que s'enfoca a prevenir malalties i en promocionar la salut d'una manera individual. Diguem que és una practica individual perquè aquesta estudia l'humà des que és petit fins que és ancià. L'eugenèsia cultural estudia els comportaments higiènics que té l'humà com a societat i es pot dividir en higiene social o moral (prostitució, contagis...) i en higiene pública o física (escolar, militar, naval, industrial...).